# 満田安利
満田 安利（みつた やすとし、生没年不詳）は、安土桃山時代から江戸時代前期にかけての武士。通称は茂右衛門。
蒲生賢秀の家臣として観音寺城の戦いの際と本能寺の変直後の日野城の籠城に加わる。
蒲生氏郷が会津に封じられた際に馬廻として2千石を与えられた。
関ヶ原の戦いの際には蒲生秀行のために奔走し、会津に再封された際には2千石を与えられて出雲守の官途名が与えられた。
蒲生忠郷が急逝して、後を継いだ弟の忠知が伊予松山藩に転封になるとこれに従った。
世間に伝わる蒲生氏郷の軍記に誤伝や虚偽が多いことを嘆いて小瀬甫庵の協力を得て『蒲生氏郷記』を著したという。